# جون دوغرتي (سياسي أمريكي)
جون دوغرتي هو قاضي وسياسي أمريكي، ولد في 6 مايو 1806، وتوفي في 7 سبتمبر 1879. نشط حزبياً في الحزب الديمقراطي والحزب الجمهوري. وقد انتخب عضو مجلس نواب إلينوي ‏.